# Ejn Gev
Ejn Gev (hebrejsky עֵין גֵּב, anglicky Ein Gev, v oficiálním seznamu sídel En Gev) je vesnice typu kibuc v Izraeli, v Severním distriktu, v Oblastní radě Emek ha-Jarden.

## Geografie

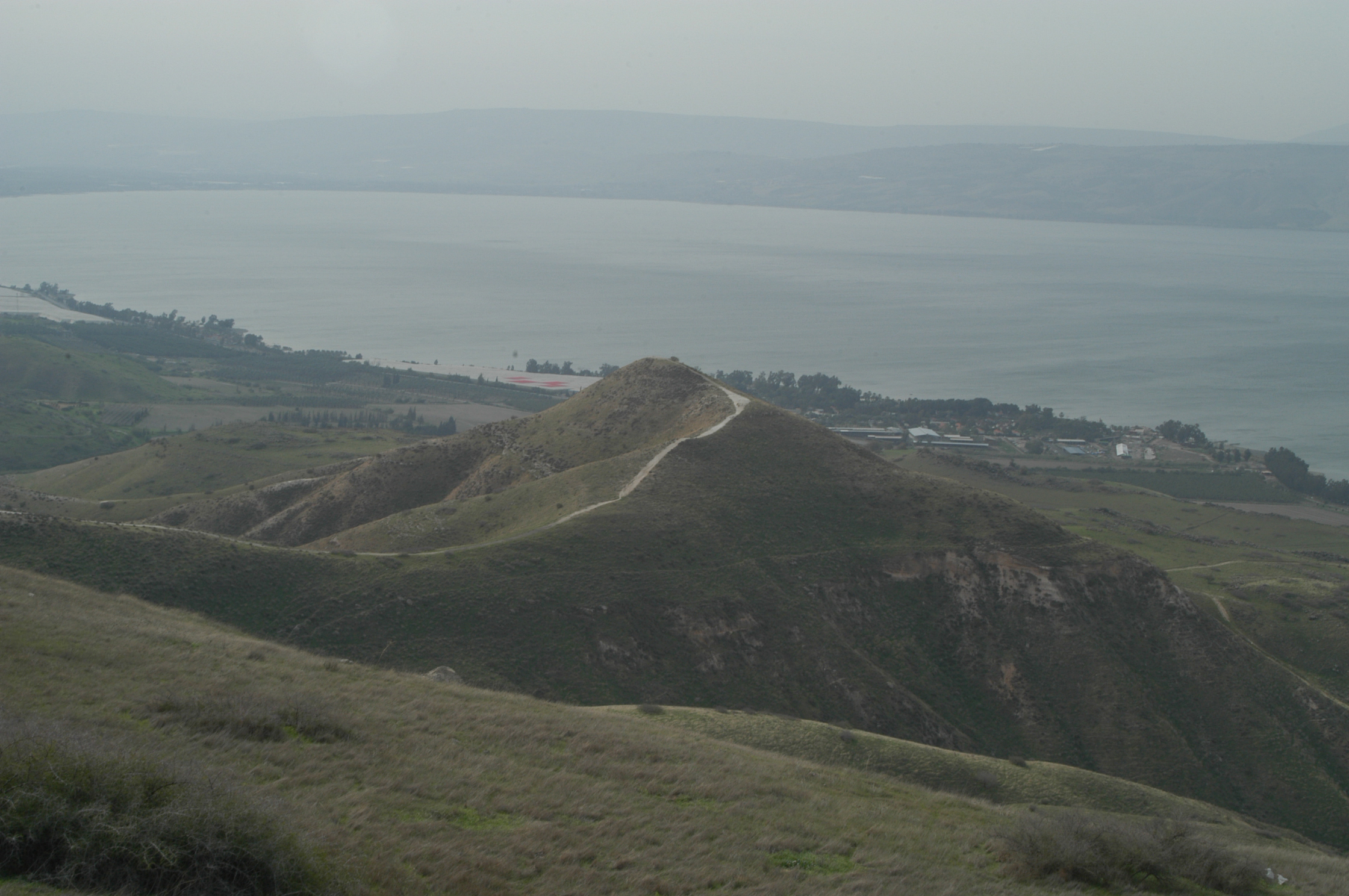
Celkový pohled na kibuc Ejn Gev

Leží v Galileji v nadmořské výšce 201 metrů pod mořskou hladinou, na východním břehu Galilejského jezera a na úpatí Golanských výšin, v oblasti s intenzivním zemědělstvím.
Vesnice se nachází cca 10 kilometrů východně od města Tiberias, cca 112 kilometrů severovýchodně od centra Tel Avivu a cca 60 kilometrů východně od centra Haify. Ejn Gev obývají Židé, přičemž osídlení v tomto regionu je ryze židovské.
Ejn Gev je na dopravní síť napojen pomocí dálnice číslo 92, která sleduje východní břeh Galilejského jezera. S Tiberiasem je spojen lodním přívozem vedoucím napříč Galilejským jezerem.

## Dějiny

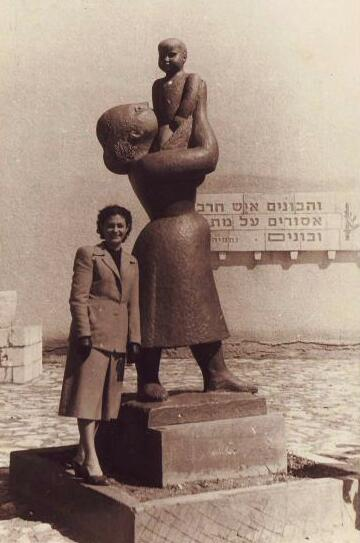
socha Matka s dítětem od sochařky Chany Orloff v kibucu Ejn Gev - archivní snímek

Ejn Gev byl založen v roce 1937. K založení došlo 6. července 1937. Jméno obce je inspirováno původním arabským místním názvem. Ejn Gev vznikl jako opevněná osada typu Hradba a věž. Zakladateli byla skupina židovských přistěhovalců z Německa zvaná Betelem (בתלם) a skupina mladých sionistů ze skautské organizace No'ar Cofej Chalucej (נוער צופי חלוצי). Celkem šlo o cca 200 lidí. Cílem bylo trvale ustavit židovskou přítomnost na východním břehu Galilejského jezera.
Jedním z prvních osadníků v Ejn Gev byl i Teddy Kollek - pozdější dlouholetý starosta Jeruzalému.
Pozemky pro novou židovskou osadu byly vykoupeny od místních Arabů soukromou židovskou organizací z Německa nazvanou Kadimat Kineret (קדמת כנרת). Zpočátku nová osada čelila dopravní izolovanosti. Obyvatelé se zabývali rybářstvím a už tehdy nabízeli turistické služby.
Až do roku 1948 se cca 2 kilometry severně od Ejn Gev, při březích Galilejského jezera rozkládala arabská vesnice al-Nukajb. Roku 1931 měla tato arabská vesnice 287 obyvatel a 60 domů, roku 1948 zde žilo 371 lidí v 77 domech.
V květnu 1948, během počátečního stádia první arabsko-izraelské války ale byla obec dobyta židovskými silami a vysídlena. Její zástavba byla zbořena.
Během této války byl Ejn Gev trvale vystaven syrskému ostřelování z pozic na Golanských výšinách. Syrský útok na Ejn Gev začala už 14. května 1948 tedy den před vyhlášením nezávislého židovského státu. V celé oblasti horního toku Jordánu přitom kromě obyvatel židovských vesnic operoval pouze jeden prapor brigády Golani. Další syrský útok přišel 10. června 1948, kdy proti 100 obráncům Ejn Gevu stál prapor syrské armády s dělostřeleckou podporou. Děti byly po dobu války z kibucu dočasně evakuovány. Obránci Ejn Gevu dokázali ale zamezit Syřanům v dobytí jejich kibucu. Na památku obyvatel Ejn Gev zabitých během války zde byla postavena socha Matka s dítětem od sochařky Chany Orloff.
Roku 1949 měl kibuc 419 obyvatel a rozlohu katastrálního území 2 510 dunamů (2,51 kilometru čtverečního). V roce 1951 se po rozkolu v kibucovém hnutí přestěhovala skupina členů Ejn Gev do kibucu Ginosar.

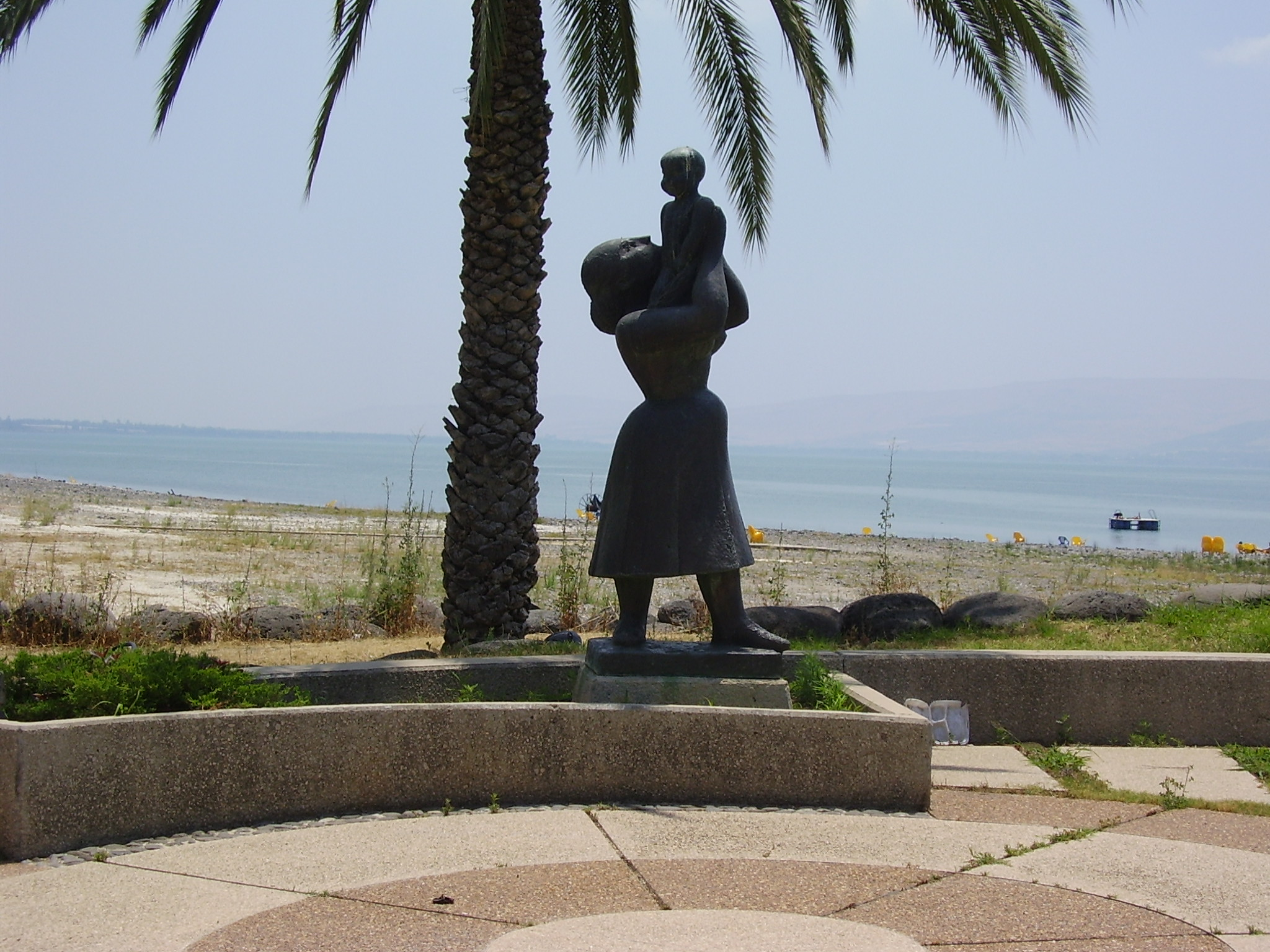
socha Matka s dítětem od sochařky Chany Orloff v kibucu Ejn Gev

Během 50. a 60. let 20. století byl kibuc Ejn Gev dál opakovaně vystaven ostřelování z Golanských výšin, až do roku 1967 kdy je Izrael v šestidenní válce dobyl. Napětí zde vrcholilo například v březnu 1962, kdy po ostřelování zdejších osad a lodí na Galilejském jezeře Izrael podnikl výpad na syrské území, k syrským opevněným bodům v lokalitě Nukejb, do kterého se zapojila Brigáda Golani. Sýrie argumentovala tím, že izraelští družstevníci obhospodařují i pozemky, které jsou pod syrskou kontrolou. Ke konci roku bylo dosaženo kompromisu na základě analýz OSN, po kterém Izraelci přestali obdělávat některé z těchto pozemků.
Ekonomika Ejn Gev je založena na zemědělství a turistickém ruchu. Jižně od vlastního kibucu stojí turistická vesnice. V obci je k dispozici obchod, společná jídelna a sportovní areály.

## Demografie
Obyvatelstvo kibucu Ejn Gev je sekulární. Podle údajů z roku 2014 tvořili naprostou většinu obyvatel v kibucu Ejn Gev Židé (včetně statistické kategorie "ostatní", která zahrnuje nearabské obyvatele židovského původu ale bez formální příslušnosti k židovskému náboženství).
Jde o menší sídlo vesnického typu s dlouhodobě stagnující populací. K 31. prosinci 2014 zde žilo 642 lidí. Během roku 2014 populace stoupla o 2,6 %.
| Rok            | 1948 | 1949 | 1961 | 1972 | 1983 | 1995 | 2001 | 2003 | 2004 | 2005 | 2006 | 2007 | 2008 | 2009 | 2010 | 2011 | 2012 | 2013 | 2014 |
| -------------- | ---- | ---- | ---- | ---- | ---- | ---- | ---- | ---- | ---- | ---- | ---- | ---- | ---- | ---- | ---- | ---- | ---- | ---- | ---- |
| Počet obyvatel | 445  | 419  | 317  | 305  | 499  | 531  | 524  | 531  | 520  | 524  | 536  | 517  | 514  | 665  | 635  | 644  | 629  | 626  | 642  |